# Raparna unicoloris
Raparna unicoloris är en fjärilsart som beskrevs av Swinhoe 1886. Raparna unicoloris ingår i släktet Raparna och familjen nattflyn. Inga underarter finns listade.